# Újdonság
Az Újdonság a Pázmány Péter Katolikus Egyetem Hittudományi Kar időszakos lapja. Az alapítás éve 1995. Korábbi elnevezései: TOHÚ VÁBOHÚ (1996-ig), Ærted (1996-tól 2003-ig), Új(don)ság (2012-től 2014-ig), Újdonság (2014 novemberétől).

## Története
A lap az 1995-ös TOHÚ VÁBOHÚ és az 1996-tól 2002-ig működő Ærted nevét szeretné öregbíteni. Az újság 2012 októberében egy teljesen új névvel és egy teljesen új szerkesztőséggel indult újra. A modern technikának megköszönve az a céljuk, hogy fenntarthassák azt a színvonalat, amit elődeik megszabtak, és egy értéket tükröző újságot adjanak az olvasók kezébe.

## Főszerkesztők
- 1995: TOHÚ VÁBOHÚ - Sike Orsolya, Váradi Imola, Vígh Adrien
- 1996: Ærted - Sike Orsolya, Váradi Imola
- 1997: Kürtös Annamária
- 1998: Jakab Enikő
- 1999-2000: Fehér András
- 2001: Bodorkós Nórbert, Fekete Szabolcs Sándor
- 2002-2003: Jakab Péter, Tóth Franciska
- 2012-2013: Új(don)ság - Kassai Viktória
- 2013-2014: Teket Regina
- 2014-2015: Szűcs Balázs (ideiglenes főszerkesztő)